# مركزية أوروبية
المركزية الأوروبية (أيضا المركزية الغربية)  هو رؤية عالمية متمركزة أو متحيزة للحضارة الغربية. يختلف النطاق الدقيق للمركزية من العالم الغربي بأكمله إلى أوروبا فقط أو حتى أوروبا الغربية فقط (خاصة خلال الحرب الباردة). عند تطبيقها على التاريخ، قد يشير إلى موقف اعتذاري تجاه الاستعمار الأوروبي وغيره من أشكال الإمبريالية.
يعود مصطلح المركزية الأوروبية نفسه إلى أواخر السبعينيات وأصبح منتشراً خلال تسعينيات القرن الماضي، خاصة في سياق إنهاء الاستعمار والتنمية والمساعدات الإنسانية التي تقدمها البلدان الصناعية (العالم الأول) إلى البلدان النامية (العالم الثالث).

## المصطلح

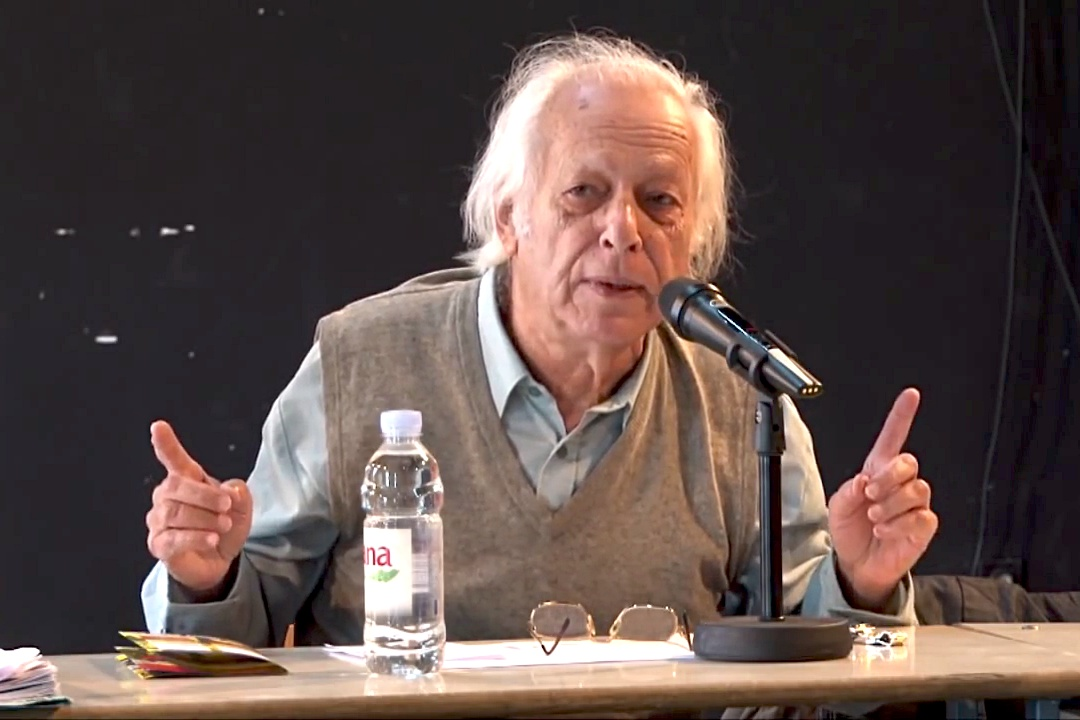
لقد صاغ سمير أمين، في السبعينيات من القرن الماضي، مفهوم «المركزية الأوروبية» كمصطلح لأيديولوجية

لقد تم استخدام مركزية أوروبا، في سياقات مختلفة، منذ عشرينيات القرن العشرين على الأقل. المصطلح كان شعبي المدى (باللغة الفرنسية كeuropéocentrique) في سياق تصفية الاستعمار والأممية في منتصف القرن 20. كان الاستخدام الإنجليزي للمركزية الأوروبية كمصطلح ايديولوجي في سياسة الهوية الحالية في منتصف الثمانينات.
و اسم الخلاصة التي صيغت المركزية الأوروبية (eurocentrisme الفرنسية، europocentrisme في وقت سابق)، وعبارة عن أيديولوجية في 1970s من قبل الاقتصادي الماركسي المصري سمير أمين، ثم مدير المعهد الأفريقي للتنمية الاقتصادية والتخطيط للجنة الأمم المتحدة الاقتصادية لأفريقيا. استخدم أمين هذا المصطلح في سياق نموذج عالمي، أو محيط مركزي، أو تبعية للتطور الرأسمالي. يتم تسجيل استخدام اللغة الإنجليزية في Eurocentrism عام 1979.

## الاستثنائية الأوروبية
خلال الحقبة الاستعمارية الأوروبية، سعت الموسوعات في كثير من الأحيان إلى إعطاء مبررات لهيمنة الحكم الأوروبي خلال الفترة الاستعمارية بالإشارة إلى موقف خاص اتخذته أوروبا مقارنة بالقارات الأخرى.
وهكذا، كتب يوهان هاينريش زيدلر، في عام 1741، أنه «على الرغم من أن أوروبا هي أصغر القارات الأربعة في العالم، إلا أنها لأسباب مختلفة موقف يضعها قبل كل الآخرين. . . . سكانها لديهم عادات ممتازة، فهم مهذبون ومثقفون في كل من العلوم والحرف.»
لا يزال لدى موسوعة بروكهاوس (معجم محادثات) عام 1847 مقاربة اوروكتيرية ظاهرية ومطالبات حول أوروبا بأن «موقعها الجغرافي وأهميتها الثقافية والسياسية هي بوضوح أهم القارات الخمس، التي اكتسبت عليها أكثر الحكومات تأثيراً. سواء في المواد أو حتى في الجوانب الثقافية.» 
وهكذا نشأت الاستثنائية الأوروبية من التباعد الكبير في الفترة الحديثة المبكرة، بسبب الآثار المشتركة للثورة العلمية، والثورة التجارية، وصعود الإمبراطوريات الاستعمارية، والثورة الصناعية، وموجة الاستعمار الأوروبية الثانية.
وينعكس الاستثنائي الأوروبي على نطاق واسع في أنواع الأدب الشعبية، وخاصة الأدب الخاص بالشباب (على سبيل المثال، كيم روديارد كيبلينج) والأدب المغامرة بشكل عام. لقد تم تحليل تصوير الاستعمار الأوروبي في مثل هذه الأدبيات من حيث المركزية الأوروبية في الماضي، مثل تقديم أبطال غربية ذكوريين مثاليين ومبالغين في الغالب، والذين احتلوا شعوب «متوحشة» في «الأماكن المظلمة» المتبقية من العالم.
تشير المعجزة الأوروبية، التي صاغها اريك جونز في عام 1981، إلى هذا الصعود المفاجئ لأوروبا خلال الفترة المبكرة الحديثة. خلال القرنين الخامس عشر والثامن عشر، حدث اختلاف كبير، يشتمل على عصر النهضة الأوروبية، وعمر الاكتشاف، وتشكيل الإمبراطوريات الاستعمارية، وعصر العقل، والقفزة المصاحبة إلى الأمام في التكنولوجيا وتطور الرأسمالية والتصنيع المبكر. وكانت النتيجة أنه بحلول القرن التاسع عشر سيطرت القوى الأوروبية على التجارة العالمية والسياسة العالمية.
المركزية الأوروبية هي طريقة للسيطرة على تبادل الأفكار لإظهار تفوق منظور واحد ومقدار القوة التي يمتلكها على مختلف المجموعات الاجتماعية.

## تاريخ المفهوم

### مكافحة الاستعمار
حتى في القرن التاسع عشر، طورت الحركات المعادية للاستعمار مزاعم حول التقاليد والقيم الوطنية التي تم وضعها ضد أوروبا. في بعض الحالات مثل الصين، حيث كانت الأيديولوجية المحلية أكثر إقصاءًا من الإيقاع الأوروبي، لم تغلب عملية التغريب على مواقف الصين طويلة الأمد تجاه مركزها الثقافي، لكن البعض قد يقول إن هذه الفكرة بحد ذاتها محاولة يائسة إلى حد ما لإلقاء الضوء على أوروبا من خلال المقارنة.
تطور الاستشراق في أواخر القرن الثامن عشر كمصلحة غربية غير متناسبة مع المثالية الشرقية (أي الثقافة الآسيوية).
في أوائل القرن العشرين، كان بعض المؤرخين، مثل أرنولد ج. توينبي، يحاولون بناء نماذج متعددة الثقافات للحضارات العالمية. كما لفت توينبي الانتباه في أوروبا إلى المؤرخين غير الأوروبيين، مثل الباحث التونسي في العصور الوسطى ابن خلدون. كما أقام علاقات مع المفكرين الآسيويين، مثلا من خلال حواراته مع دايساكو إيكيدا من سوكا جاكاي الدولية.
إن المفهوم الصريح لمركزية أوروبا هو نتاج فترة إنهاء الاستعمار في الستينيات والسبعينيات. وسياقها الأصلي هو النموذج الجوهري أو المحيطي للتطور الرأسمالي للاقتصاد الماركسي (أمين 1974، 1988).

### نقاش منذ تسعينيات القرن الماضي
كانت المركزية الأوروبية مفهومًا مهمًا بشكل خاص في دراسات التنمية. جادل بروهان (1995) بأن «المركزية الأوروبية» «عملت على استمرار الاعتماد الفكري على مجموعة محدودة من المؤسسات الأكاديمية الغربية المرموقة التي تحدد موضوع البحث وأساليبه».
في دراسات حول المركزية الأوروبية التاريخية أو المعاصرة التي ظهرت منذ تسعينيات القرن الماضي، يتم تمثيل مركزية أوروبا في الغالب من حيث الثنائيات مثل الحضارة / الهمجية أو المتقدمة / المتخلفة، المتقدمة / غير المطورة، النواة / المحيطية، مما يعني «المخططات التطورية التي من خلالها تقدم المجتمعات لا محالة»، مع بقايا من «الافتراض الأساسي لنفوذ غربي أبيض متفوق كمرجع للتحليل» (640). غالباً ما انتقدت المركزية السياسية في تسعينيات القرن الماضي وأعوام من القرن الحادي والعشرين المركزية الأوروبية والخصائص الثنائية التي تصفها بالدول والثقافات والأشخاص غير الأوروبيين، لا سيما في السياق الأوسع للسياسة السياسية والعرق في الولايات المتحدة والعمل الإيجابي. في التسعينيات، كان هناك اتجاه لانتقاد المصطلحات الجغرافية المتنوعة الحالية في اللغة الإنجليزية مثل Eurocentric، مثل التقسيم التقليدي لـ أوراسيا إلى أوروبا وآسيا أو مصطلح الشرق الأوسط. جادل إريك شيبارد، في عام 2005، بأن الماركسية المعاصرة لها سمات يوروكينتريكية (على الرغم من «المركزية الأوروبية» الناشئة في مفردات الاقتصاد الماركسي)، لأنها تفترض أن العالم الثالث يجب أن يمر بمرحلة من الرأسمالية قبل «تصورات اجتماعية تقدمية يمكن تصورها».
كان هناك بعض الجدل حول ما إذا كانت المركزية الأوروبية التاريخية تؤهل «كونها مجرد مركز استعراقية أخرى»، كما هو موجود في معظم ثقافات العالم، خاصة في الثقافات ذات الطموحات الإمبريالية، كما هو الحال في سينوزينتريوس في الصين. في إمبراطورية اليابان (1868-1945)، أو خلال القرن الأمريكي. جادل جيمس م. بلوت (2000) بأن المركزية الأوروبية هو في الواقع جيش يتجاوز غيره من الثقافات العرقية، حيث إن نطاق التوسع الاستعماري الأوروبي لم يسبق له مثيل تاريخياً وأسفر عن تشكيل «نموذج المستعمر للعالم».

### العرق والسياسة في الولايات المتحدة
شروط المركزية الإفريقية مقابل المركزية الأوروبية لقد لعبت دورًا في فترة 2000 إلى 2010 في سياق الخطاب السياسي حول العرق في الولايات المتحدة ودراسات البياض النقدي، التي تهدف إلى فضح التفوق الأبيض والامتياز الأبيض.
علماء المركزية الإفريقية، مثل مولفي اشانتي يقولون، أن هناك انتشار فكر مركزية أوروبية في معالجة الكثير من الأوساط الأكاديمية للشؤون الأفريقية. من ناحية أخرى، ينص «سيد محمد مَرَندي»، من جامعة طهران في مقالة «مركزية أوروبا وإمبريالية أكاديمية»، أن فكر مركزية أوروبا موجود تقريبا في جميع جوانب الأوساط الأكاديمية في أجزاء كثيرة من العالم، خاصة في العلوم الإنسانية. يقول إدجار ألفريد بورينغ، إن احترام الذات، والتهنئة الذاتية، والتشويه لـ «الآخر»، يتواصل بشكل أكثر عمقًا في الغرب، وقد أضرت تلك الميول بمزيد من جوانب تفكيرهم وقوانينهم وسياساتهم أكثر من أي مكان آخر. قام كل من لوك كلوسي ونيكولاس غايث بقياس درجة المركزية الأوروبية في البرامج البحثية لأقسام التاريخ العليا. في جنوب أوروبا وأمريكا اللاتينية، ظهر عدد من المقترحات الأكاديمية لتقديم بدائل للمنظور الأوروبي المركزي، مثل مشروع أبستيمولوجيا الجنوب من قبل العالم البرتغالي بوافنتورا دي سوسا سانتوس وتلك الخاصة بمجموعات الدراسات الفرعية في الهند وأمريكا اللاتينية (مجموعة الحداثة / الاستعمار في أنيبال كيخانو، إدغاردو لاندر، إنريك دوسيل، سانتياغو كاسترو غوميز، رامون غروسفوجويل، وغيرهم.)

## جورج هيجل
كان جورج فيلهلم فريدريش هيغل (1770-1831) المؤيد الرئيسي لمركزية أوروبا، معتقدا أن تاريخ العالم بدأ في الشرق ولكنه انتهى في الغرب، وخاصة في الملكية الدستورية في بروسيا. كان اهتمامه الحقيقي بالتاريخ في أوروبا، ولم تكن الثقافة الشرقية سوى حلقة واحدة من تاريخ العالم له. في محاضرات حول فلسفة التاريخ، ادعى أن تاريخ العالم بدأ في آسيا لكنه انتقل إلى اليونان وإيطاليا، ثم إلى الشمال من جبال الألب إلى فرنسا وألمانيا وإنجلترا. وفقا لهيجل، فإن الهند والصين دولتان ثابتتان تفتقران إلى الزخم الداخلي. لقد حلت الصين محل التطور التاريخي الحقيقي بسيناريو ثابت ومستقر، مما يجعلها الدولة الخارجة عن تاريخ العالم. كانت كل من الهند والصين في انتظار وتوقع مزيج من عوامل معينة من الخارج حتى يتمكنوا من اكتساب تقدم حقيقي في الحضارة الإنسانية. كان لأفكار هيجل تأثير عميق على التاريخ الغربي. بعض العلماء يختلفون مع أفكاره بأن الدول الشرقية كانت خارج تاريخ العالم. ومع ذلك، فقد قبلوا بأن الدول الشرقية كانت دائمًا في حالة ركود.

## ماكس ويبر
يعتبر ماكس ويبر (1864-1920) أكثر المؤيدين حماسا لمركزية أوروبا، واقترح أن الرأسمالية هي تخصص أوروبا والشرق الأوسط مثل الهند والصين لا تحتوي على عوامل كافية لتنمية الرأسمالية. كتب ويبر العديد من الأطروحات للإعلان عن تميز أوروبا. في كتاب «الأخلاق البروتستانتية وروح الرأسمالية»، كتب أن الرأسمالية «العقلانية» التي تظهرها مؤسساته وآلياته لا تظهر إلا في البلدان الغربية البروتستانتية، ولا تظهر سوى سلسلة من الظواهر الثقافية العامة والعالمية في الغرب. حتى الدولة، مع دستور مكتوب وحكومة ينظمها إداريون مدربون ومقيدة بالقانون العقلاني، لا تظهر إلا في الغرب، على الرغم من أن الأنظمة الأخرى يمكن أن تضم دولًا أيضًا. العقلانية عبارة عن مصطلح متعدد الطبقات يتم تطوير دلالاته وتصاعدها كما هو الحال مع التقدم الاجتماعي. اعتبر ويبر العقلانية باعتبارها مادة خاصة بالملكية للمجتمع الغربي الرأسمالي.

## اندريه جندر فرانك
انتقد اندريه جاندر فرانك بشدة المركزية الأوروبية. كان يعتقد أن معظم العلماء كانوا من أتباع العلوم الاجتماعية والتاريخ المسترشدين بالتمركز الأوروبي. وانتقد بعض العلماء الغربيين لأفكارهم بأن المناطق غير الغربية تفتقر إلى المساهمات البارزة في التاريخ والاقتصاد والأيديولوجيا والسياسة والثقافة مقارنة بالغرب. يعتقد هؤلاء العلماء أن نفس الإسهام الذي قدمه الغرب يعطي الغربيين ميزة من الزخم الوراثي الداخلي الذي يدفع نحو بقية العالم، لكن فرانك كان يعتقد أن الدول الشرقية ساهمت أيضا في الحضارة الإنسانية في وجهات نظرها الخاصة.

## أرنولد توينبي
جادل أرنولد توينبي (1889-1975) بأن وحدة البحث التاريخي هي المجتمع بدلاً من الدولة. هناك أكثر من 20 حضارة في تاريخ العالم. في كتابه « دراسة للتاريخ»، أدلى بملاحظة نقدية حول المركزية الأوروبية. وأعرب عن اعتقاده أنه على الرغم من أن الرأسمالية الغربية غطت العالم وحققت وحدة سياسية تستند إلى اقتصادها، فإن الدول الغربية لا تستطيع «تغريب» البلدان الأخرى. خلص توينبي إلى أن المركزية الأوروبية تميز ثلاثة مفاهيم خاطئة تتجلى في التركيز الذاتي والتطور الثابت للدول الشرقية والتقدم الخطي.

## مركزية أوروبية في أمريكا
يدعي بعض المؤرخين أن الثقافة الأمريكية منحازة إلى حد كبير لصالح سياق أبيض، ذكري، وأوروبي، بسبب التأثير طويل المدى للممارسات الأوروبية. ومع ذلك، فإن النجاح الغربي حديث نسبيا، وقد قدمت الحضارات في أجزاء مختلفة من العالم غير أوروبا مساهمات كبيرة في مختلف ثقافات العالم، بما في ذلك الولايات المتحدة.

## مركزية أوروبية في صناعة الجمال
لقد أثرت المركزية الأوروبية على عالم الجمال على مستوى العالم. أصبحت معايير الجمال غربية وقد أثرت على الناس في جميع أنحاء العالم. لقد غيرت الكثير من الذات الطبيعية لتعكس هذه الصورة. لقد قامت العديد من شركات الجمال والإعلان بإعادة توجيه منتجاتها لدعم فكرة مركزية أوروبية.

### تجربة كلارك دمية
في الأربعينيات من القرن الماضي، أجرى علماء النفس كينيث ومامي كلارك تجارب تسمى «اختبارات الدمية» لفحص الآثار النفسية للفصل العنصري على الأطفال الأفارقة الأمريكيين. قاموا باختبار الأطفال من خلال تقديمهم أربعة دمى متطابقة ولكن بلون جلد مختلفة. كان عليهم اختيار الدمية التي يفضلونها وسئلوا عن جنس الدمية. اختار معظم الأطفال الدمية البيضاء. ذكرت كلارك في نتائجها أن مفهوم الأطفال الأمريكيين الأفارقة قد تغيرت بسبب التمييز الذي يواجهونه. كما وصف الأطفال الذين تم اختبارهم وصفًا إيجابيًا للدمى البيضاء. يقدم روبين بيرنشتاين، وهو أستاذ في الدراسات الأفريقية والأميركية الأفريقية والنساء والنوع والجنس، أحد الانتقادات لهذا الاختبار. حجته هي أن «مواضيع كلارك للأطفال من خلال تقديم فهم جديد لهم ليس كخدع متضررة نفسيا، ولكن بدلا من ذلك كخبراء أكفاء في ثقافة الأطفال.»

### تجربة دمية مكسيكية
في عام 2012، أعاد المكسيكيون اختبار الدمية. قدم المجلس الوطني المكسيكي لمنع التمييز شريط فيديو حيث كان على الأطفال اختيار «الدمية الجيدة» والدمية التي تشبههم. من خلال إجراء هذه التجربة، أراد الباحثون تحليل درجة تأثر الأطفال المكسيكيين بوسائل الإعلام الحديثة المتاحة لهم. اختار معظم الأطفال الدمية البيضاء لأنها كانت أفضل. وقالوا أيضا أنه بدا مثلهم. أشار الأشخاص الذين أجروا الدراسة إلى أن المركزية الأوروبية عميقة الجذور في ثقافات مختلفة، بما في ذلك الثقافات اللاتينية. كان هناك ردة من هذه التجربة لأن الأطفال لم يكن لديهم المزيد من الخيارات بخلاف الدمى (أبيض وأسود). كان الأطفال نصف إسباني ونصف الهنود.

### إعلانات الجمال
الإعلانات التي تظهر في جميع أنحاء العالم هي مركزية أوروبية وتؤكد الخصائص الغربية. النماذج القوقازية هي النماذج الأولى التي يتم توظيفها من قبل العلامات التجارية العالمية الشهيرة مثل إستي لودر ولوريال. النماذج المحلية في المنطقة في كوريا وهونغ كونغ واليابان بالكاد وصلت إلى إعلانات العلامات التجارية العالمية مقارنة بالنماذج القوقازية التي تظهر في أربعة وأربعين بالمائة من الكورية و 54 بالمائة من الإعلانات اليابانية. من خلال إظهار هذه الإعلانات، فهي تؤكد على أن البشرة المثالية مشرقة، شفافة، بيضاء، كاملة، وغرامة. من ناحية أخرى، يتم النظر إلى الجلد الداكن كأسفل. ليس فقط لون البشرة مرغوب به من قبل هذه النماذج، ولكن أيضا إطارها المادي، والشعر، وميزات الوجه.

### تفتيح البشرة
أصبح تفتيح البشرة ممارسة شائعة في مناطق مختلفة من الكرة الأرضية من أجل ملائمة معيار جمال مركزية أوروبية. العديد من النساء يخاطر بصحتهن من أجل استخدام هذه المنتجات والحصول على النغمة التي يرغبون بها. لاحظت الدراسة التي أجراها الدكتور لامين سيسي السكان الإناث في بعض البلدان الأفريقية. ووجد الباحثون أن 26٪ من النساء يستخدمن كريمات تفتيح البشرة في ذلك الوقت وأن 36٪ منهن استخدمنها في وقت ما. كانت المنتجات الشائعة المستخدمة هي الهيدروكينون والكورتيكوستيرويدات. 75 ٪ من النساء اللاتي استخدمن هذه الكريمات أظهرن آثارًا جانبية جلدية. أصبحت منتجات التبييض أيضًا شائعة في العديد من المناطق في آسيا مثل كوريا الجنوبية. مع صعود هذه المنتجات، تم إجراء بحث لدراسة الضرر على المدى الطويل. بعض المضاعفات من ذوي الخبرة هي: تمغر خارجي، ضعف التئام الجروح، تفزر الجرح، متلازمة رائحة السمك، اعتلال الكلية، متلازمة إدمان الستيرويد، الاستعداد للعدوى، طيف واسع من مضاعفات الجلوكوز والغدد الصماء من الكورتيكوستيرويدات، وقمع محور محور وطائي-نخامي-كظري. على الرغم من كل هذه الآثار الصحية التي يمكن أن تسببها، فإن الكثير لن يتخلوا عن منتجاتهم.

### كوريا الجنوبية
لقد تأثرت كوريا الجنوبية بمعايير الجمال الغربية. من أجل تحقيق نظرة أكثر غربية، يتحول بعض الكوريين الجنوبيين إلى جراحة تجميل للحصول على تلك الميزات. وفقا للجمعية الدولية لجراحة التجميل البلاستيكية، كوريا الجنوبية لديها أعلى معدلات إجراءات الجراحة التجميلية للفرد الواحد. الأكثر طلبا للإجراءات هي جراحة تجميل الأنف ورأب الأنف. وهناك إجراء آخر يتم إجراءه في كوريا يتمثل في جعل العضلة تحت اللسان التي تصل إلى قاع الفم مقصوصة جراحيا. الآباء يحثون أطفالهم على الخضوع لهذه الجراحة من أجل نطق اللغة الإنجليزية بشكل أفضل. في كوريا، تعتبر جراحة الجفن التجميلية طبيعية. تتمتع كوريا بعلاقات وثيقة وحديثه مع الولايات المتحدة تسمح بالتفاعل المستمر مع الثقافة الغربية. من أجل احتوائها فإنها تخضع لهذه الأطوال لتصبح أكثر غربية. وقد ركزت العديد من الشركات في كوريا الجنوبية على الجمال الذي يحركه العرق أكثر وجعلت المزيد من منتجات تفتيح البشرة ومنتجات استقامة الشعر وحتى جراحات الجفن بأسعار معقولة.

## روابط خارجية
- الانتقادات من مركزية أوروبية الببليوغرافيا